# Arcane Cœlestia
L'Arcana Cœlestia, quae in Scriptura Sacra seu Verbo Domini sunt, detecta, généralement abrégé en Arcana Cœlestia (Mystères Célestes ou Secrets du Ciel) ou sous sa variante latine, Arcana Cælestia est le premier et le plus important ouvrage publié par Emanuel Swedenborg dans sa période théologique. Il a été écrit et publié en néolatin, en huit volumes, un volume par an, de 1749 à 1756.
Il consiste en une exégèse du sens spirituel des livres de la Genèse et de l' Exode, selon la théorie des analogies et correspondances, sur base d'une démonstration appuyée par de nombreuses citations de la Bible hébraïque et du Nouveau Testament . Sans nier l'historicité des histoires des Patriarches et de l'Exode d'Égypte, il les explique comme décrivant symboliquement le processus d'émancipation spirituelle et les luttes de chaque individu.

## Versions
Il y a eu plusieurs traductions anglophones de l'Arcana Cœlestia (avec le reste du travail théologique de Swedenborg). Trois sont actuellement disponibles :

### Swedenborg Standard Edition (12 volumes)
Les volumes de la Swedenborg Standard Edition ont été initialement publiés de 1929 à 1956, la majorité en 1938. Ils sont disponibles en version reliée, version téléchargeable, consultable en ligne ou encore en version DVD. 

### Société Swedenborg (12 volumes)
Il s'agit d'une nouvelle traduction contemporaine, disponible en version cartonnée et brochée.

### Swedenborg Foundation New Century Edition (3 des 15 volumes actuellement disponibles)
Il s'agit d'une nouvelle version contemporaine dont la traduction est toujours en cours. Les trois volumes qui ont été publiés jusqu'à présent sont disponibles sous forme électronique, de poche et de couverture rigide, ou téléchargés gratuitement sous forme de fichiers PDF ou EPUB.

### L'original néolatin
Les œuvres théologiques de Swedenborg écrites en néolatin est disponible en ligne, et des visuels de la première édition sont également en accès libre.

### La première traduction en anglais
Première traduction des écrits théologiques de Swedenborg - 16e chapitre de la Genèse comme expliqué dans l'Arcana Cœlestia - Cette traduction du néolatin vers l'anglais a été commandée par Swedenborg lui-même et est une photocopie d'un exemplaire de la première édition. Une préface de Swedenborg est incluse. (PDF - 12 Mo).

### Résumés et commentaires
1. Voir la préface de l'éditeur et la préface du réviseur dans les premières pages de l'édition standard, volume 1. La préface du réviseur contient un résumé de l'historique de l'édition de l'ouvrage initialement publié par Swedenborg.
2. Voir le résumé du contenu dans le texte dans l'encadré au bas de cette page.

## Remarques
- (en) Cet article est partiellement ou en totalité issu de l’article de Wikipédia en anglais intitulé « Arcana Cœlestia » (voir la liste des auteurs).

1. ↑  Cf. Michelle Grier, 'Swedenborg and Kant on Spiritual Intuition' in On the True Philosopher: Essays on Swedenborg, ed. Stephen McNeilly (Londres, Swedenborg Society, 2002), p. 1. Accessed November 11, 2010.
2. ↑  In the standard edition of the Arcana Coelestia, revised and edited by Rev. John Faulkner Potts and published by the Swedenborg Foundation in 1956, the prefatory notes by the reviser contains a summary of the publishing history for the work originally published by Swedenborg.
3. ↑  « Redesigned Standard Edition for purchase », Swedenborg Foundation
4. ↑  « Redesigned Standard Edition Downloads », Swedenborg Foundation
5. ↑  « Arcana Coelestia #0 (Potts (1905-1910)) - New Christian Bible Study »
6. ↑  « Arcana Coelestia Index »
7. ↑  http://www.newchurchbooks.com/SearchResults.asp?Search=elliot&Submit=Search
8. ↑  (en-US) « The New Century Edition », Swedenborg Foundation, 2 avril 2013 (consulté le 6 août 2019)
9. ↑  Volume 1: https://swedenborg.com/product/secrets-heaven-1-nce/

Volume 2: https://swedenborg.com/product/secrets-heaven-2-nce/
10. ↑  « Arcana Coelestia #1 (Original Latin) - New Christian Bible Study »
11. ↑  « Writings Latin by Title » [archive du 24 septembre 2013] (consulté le 4 mars 2013)
12. ↑  « Scan of the First Edition of Swedenborg's Writings », sur baysidechurch.org (consulté le 22 avril 2023).
13. ↑  « Arcana Coelestia Vol. 1 », Swedenborg Foundation
14. ↑  « Arcana Caelestia vol. 1, Elliott, hardback », sur www.newchurchbooks.com (consulté le 22 avril 2023).